# سومیره موروهوشی
سومیر موروهوشی (انگلیسی: Sumire Morohoshi; ۲۳ آوریل ۱۹۹۹ – ) صداپیشه، بازیگر، بازیگر خردسال، و خواننده اهل ژاپن بود. وی از سال ۲۰۰۲ میلادی تاکنون مشغول فعالیت بوده‌است.